# Немуръёган
Немуръёган (устар. Немур-Юган) — река в Приуральском районе Ямало-Ненецкого АО.

## Описание
Исток реки находится у самой границы ЯНАО и Республики Коми. Направление течения — юго-восточное. Устье реки находится в 168 км по левому берегу реки Лонготъёган. Длина реки — 26 км.
На 8 км от устья по левому берегу впадает река Сядотаяха, на 10 км по правому берегу — ручей Ступенчатый, на 13 км справа — река Крестовая, длиной 14 км, на 17 км слева — ручей Мраморный.
Недалеко от р. Мраморный располагалась геологическая база. По берегам проходят вездеходные дороги. На берегах реки в летнее время часто стоят чумы ненцев. Снежники на берегах Немурёгана за летний период не всегда таят.

## Данные водного реестра
По данным государственного водного реестра России относится к Нижнеобскому бассейновому округу, водохозяйственный участок реки — Обь от города Салехард и до устья, речной подбассейн реки — бассейны притоков Оби ниже впадения Северной Сосьвы. Речной бассейн реки — (Нижняя) Обь от впадения Иртыша.